# Simon Adingra
Simon Adingra (1 januari 2002) is een Ivoriaans voetballer die doorgaans als aanvaller speelt. Hij verruilde Brighton & Hove Albion FC in juli 2025 voor Sunderland. Adingra debuteerde in 2023 in het Ivoriaans voetbalelftal. Een jaar later won hij met zijn land de Africa Cup.

## Clubcarrière
Adingra genoot zijn jeugdopleiding bij de Right to Dream Academy. In januari 2020 maakte hij de overstap naar de Deense eersteklasser FC Nordsjælland, waar hij aanvankelijk bij de jeugd werd ondergebracht. Op 18 april 2021 maakte hij zijn officiële debuut in het eerste elftal van de club: in de competitiewedstrijd tegen FC Kopenhagen viel hij in de 68e minuut in voor Ivan Mesík. Adingra viel in bij een 2-1-achterstand en legde in de 90e minuut de 2-2-eindstand vast. In zijn derde officiële wedstrijd voor de club deed hij nog beter: tegen FC Midtjylland viel hij in de 89e minuut in bij een 2-2-tussenstand en scoorde hij een minuut later de 3-2, wat uiteindelijk ook de eindscore werd. Adingra klokte in zijn eerste seizoen bij Nordsjælland af op twee doelpunten in zeven competitiewedstrijden. In zijn eerste volledige seizoen in het eerste elftal van de club scoorde hij negen competitiedoelpunten in 31 wedstrijden, en was hij in de Deense voetbalbeker goed voor een doelpunt in de 1-2-zege tegen VSK Aarhus.
In juni 2022 ondertekende hij een vierjarig contract bij de Engelse eersteklasser Brighton & Hove Albion FC. Brighton leende de Ivoriaan meteen uit aan de Belgische zusterclub Union Sint-Gillis, weliswaar zonder aankoopoptie. Adingra speelde dat seizoen 51 officiële wedstrijden in alle competities voor Union, dat dat seizoen de kwartfinale van de Europa League haalde en in eigen land maar nipt naast de landstitel greep. Daarnaast haalde Union ook de halve finale van de Beker van België, mede dankzij drie goals van Adingra, die een tweeklapper scoorde in de 1-7-zege tegen Cappellen FC en de 2-1-eindscore vastlegde in de achtste finalewedstrijd tegen KV Oostende.
Op 12 augustus 2023 maakte Adingra zijn officiële debuut in het eerste elftal van Brighton & Hove Albion. Op de openingsspeeldag van de Premier League stond hij meteen aan het kanon: in de 4-1-zege tegen nieuwkomer Luton Town scoorde hij in de 85e minuut de 3-1.

## Clubstatistieken
| Seizoen | Club                   | Competitie     | Competitie | Competitie | Beker | Beker | Europees | Europees | Totaal | Totaal |
| Seizoen | Club                   | Competitie     | Wed.       | Dlp.       | Wed.  | Dlp.  | Wed.     | Dlp.     | Wed.   | Dlp.   |
| ------- | ---------------------- | -------------- | ---------- | ---------- | ----- | ----- | -------- | -------- | ------ | ------ |
| 2020/21 | FC Nordsjælland        | Superligaen    | 7          | 2          | 0     | 0     | —        | —        | 7      | 2      |
| 2021/22 | FC Nordsjælland        | Superligaen    | 31         | 9          | 2     | 1     | —        | —        | 33     | 10     |
| 2022/23 | Brighton & Hove Albion | Premier League | 0          | 0          | 0     | 0     | —        | —        | 0      | 0      |
| 2022/23 | → Union Sint-Gillis    | Eerste klasse  | 36         | 12         | 4     | 3     | 11       | 0        | 51     | 15     |
| 2023/24 | Brighton & Hove Albion | Premier League | 10         | 2          | 0     | 0     | 4        | 1        | 14     | 2      |
| Totaal  | Totaal                 | Totaal         | 84         | 25         | 6     | 4     | 15       | 1        | 105    | 29     |

## Interlandcarrière
Adingra maakte op 17 juni 2023 zijn interlanddebuut voor Ivoorkust: in de Afrika Cup-kwalificatiewedstrijd tegen Zambia (3-0-nederlaag) liet bondscoach Jean-Louis Gasset hem tijdens de rust invallen voor Idrissa Doumbia. In maart 2023 had hij zijn eerste oproepingsbrief gekregen voor het tweeluik tegen de Comoren.
Begin 2024 maakte Adingra deel uit van de nationale selectie die in eigen land de Africa Cup of Nations 2023 won. Op 3 februari scoorde hij in de kwartfinale in de extra tijd een gelijkmaker tegen Mali. Op 11 februari gaf hij twee assists in de met 2-1 gewonnen finale tegen Nigeria en werd hij uitgeroepen tot man van de match. Adingra won ook de prijs voor "Beste jonge speler" op het toernooi.
| Interlands van Simon Adingra     | Interlands van Simon Adingra     | Interlands van Simon Adingra     | Interlands van Simon Adingra     | Interlands van Simon Adingra     | Interlands van Simon Adingra     | Interlands van Simon Adingra     |
| No.                              | Datum                            | Wedstrijd                        | Uitslag                          | Soort Wedstrijd                  | Doelpunten                       |                                  |
| Als speler bij Union Sint-Gillis | Als speler bij Union Sint-Gillis | Als speler bij Union Sint-Gillis | Als speler bij Union Sint-Gillis | Als speler bij Union Sint-Gillis | Als speler bij Union Sint-Gillis | Als speler bij Union Sint-Gillis |
| -------------------------------- | -------------------------------- | -------------------------------- | -------------------------------- | -------------------------------- | -------------------------------- | -------------------------------- |
| 1.                               | 17 juni 2023                     | Zambia – Ivoorkust               | 3 – 0                            | Kwalificatie Afrika Cup 2023     | -                                |                                  |
| Totaal                           | Totaal                           | Totaal                           | Totaal                           | Totaal                           | -                                |                                  |

Bijgewerkt tot 18 augustus 2023